# Funeral a Berlín
Funeral a Berlín  (títol original en anglès: Funeral in Berlin) és una pel·lícula britànica dirigida per Guy Hamilton, estrenada el 1966.
Es tracta de la segona d'una sèrie de tres pel·lícules d'espionatge realitzades en els anys 1960 en les quals Michael Caine encarna l'espia Harry Palmer, personatge creat per Len Deighton: L'expedient Ipcress (1965), Funeral a Berlin (1966) i Un cervell de mil milions de dòlars (1967). Ha estat doblada al català.

## Argument
El coronel Stok, un agent dels serveis soviètics responsable de la seguretat del Mur de Berlín, sembla voler passar a l'Oest, però les proves són contradictòries. Stok demana als britànics que s'encarreguin de l'operació i demana a un dels seus agents, Harry Palmer, que el tregui clandestinament de RDA.

## Repartiment
- Michael Caine: Harry Palmer
- Paul Hubschmid: Johnny Vulkan
- Oskar Homolka: Coronel Stok
- Eva Renzi: Samantha Steel
- Guy Doleman: Ross
- Hugh Burden: Hallam
- Heinz Schubert: Aaron Levine
- Wolfgang Völz: Werner
- Thomas Holtzmann: Reinhardt
- Günter Meisner: Kreutzman
- Marthe Keller: Brigit (No surt als crèdits)